# Zvíře jménem Podzim
Zvíře jménem Podzim byl český hudební kolektiv založený v roce 2016. Jejími nejčastějšími žánry byly rock, folk a alternativní indie. Skupina své působení ukončila na podzim 2021.

## Historie
Za vznikem skupiny stál písničkář a frontman skupiny Obří broskev Jakub König, vystupující pod přezdívkou Kittchen. Své hudební nápady a myšlenky prodiskutoval s hudebním producentem Aidem Kidem a dalšími muzikanty. Následně zformuloval hudební kolektiv Zvíře jménem Podzim.
V roce 2017 vydali u Indies Scope eponymní album Zvíře jménem Podzim. Ve stejném roce König vydal vlastní knihu.
Od roku 2018 skupina začala jezdit po koncertech po celé České republice. Jejich píseň Černou zazněla v českém filmu Úsměvy smutných mužů režiséra Dana Svátka. V září 2019 skupina vydala své druhé a zároveň poslední album Září. Album získalo nominaci na cenu Apollo a tři nominace na ceny Anděl. Dvě z nich skupina ovládla. Kapela s albem vyrazila na koncerty do Německa a na Slovensko.
V říjnu 2021 skupina ukončila činnost a všichni hudebníci se začali věnovat svým projektům. Hudebníci společně i nadále spolupracují a na konci září 2024 spolu uspořádali koncert.

## Členové
- Jakub König – zpěv, kytara (2016–2021)
- Aid Kid – elektronika, produkce (2016–2021)
- Marie Kieslowski – zpěv, klavír (2016–2021)
- Marie Puttnerová – zpěv (2016–2021)
- Tomáš Neuwerth – bicí, produkce (2016–2021)
- Terezie Kovalová – violoncello, zpěv (2016–2021)
- Ondřej Mataj – zpěv, kytara (2016–2021)
- Veru Linhartová – zpěv, housle (2016–2021)
- Matěj Vejdělek – klarinet (2016–2021)
- Ondřej Zátka – saxofon (2016–2021)
- Andrea Jarolímková – trubka (2016–2021)
- Tomáš Obrmajer – bicí (2016–2021)
- Tereza Štětinová – basová kytara (2016–2021)
- Tomáš Havlen – basová kytara (2016–2021)

## Diskografie
- Zvíře jménem Podzim (2017)
- Září (2019)